# Larmes de clown
Pour plus de détails, voir Fiche technique et Distribution.
Larmes de clown (He Who Gets Slapped) est un film muet américain réalisé par Victor Sjöström (crédité Victor Seastrom) en 1924.
Depuis 2017, il est inscrit au National Film Registry de la Bibliothèque du Congrès.

## Synopsis
Le scientifique Paul Beaumont est sur le point de faire un discours devant ses pairs de l'Académie, afin de rendre publiques ses recherches sur l'origine de l'homme, menées à terme avec le soutien de sa femme Maria et le mécénat du baron Regnard. Mais ce dernier lui vole ses notes et accapare devant l'Académie le mérite de la découverte, grâce à Maria, en réalité sa maîtresse et complice. Réalisant tout cela, publiquement humilié, Beaumont choisit de disparaître.

Il refait sa vie dans un cirque, où il est, sous le sobriquet de "HE" (CELUI), un clown recevant chaque soir, devant un parterre hilare, quantité de gifles d'autres clowns pour tout ce qu'il dit ou fait. Il devient célèbre. Un de ses collègues du cirque, l'écuyer Bezano, est amoureux de sa nouvelle partenaire, Consuelo, et réciproquement. Elle est la fille du comte Mancini ruiné. Ce dernier voudrait la marier à un ami très riche, qui s'avère être le baron Regnard. Paul Beaumont devient lui aussi amoureux de Consuelo. Celle-ci, qui subit la vie et a une profonde sympathie pour lui, ne le prend cependant pas au sérieux. Finalement, le « clown qui reçoit des  gifles » choisit de mourir pour elle et de vouloir son bonheur avec Bezano. Pendant une représentation, le clown la libère de son père et de son prétendant en les faisant dévorer par un lion.

## Fiche technique
- Titre : Larmes de clown
- Titre original : He Who Gets Slapped
- Scénario : Victor Sjöström et Carey Wilson, d'après une pièce de Leonid Andreïev, adaptée par Gregory Zilboorg
- Photographie : Milton Moore
- Montage : Hugh Wynn
- Décors : Cedric Gibbons
- Costumes : Sophie Wachner
- Producteurs : Louis B. Mayer et (non crédité) Irving Thalberg, pour la Metro-Goldwyn-Mayer
- Genre : Drame - 71 min - Noir et blanc
- Date de sortie :
  - États-Unis : 9 novembre 1924

## Distribution
- Lon Chaney : Paul Beaumont / HE
- Norma Shearer : Consuelo
- John Gilbert : Bezano
- Tully Marshall : Le comte Mancini
- Marc McDermott : Le baron Regnard
- Ford Sterling : Tricaud
- Harvey Clark : Briquet
- Paulette Duval : Zinida
- Ruth King : Maria Beaumont

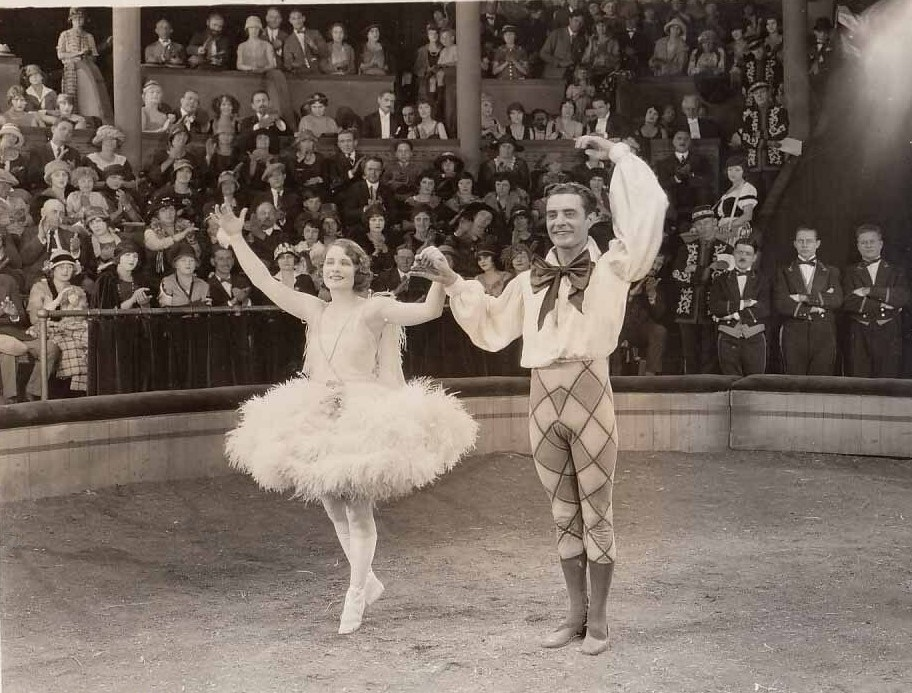
Norma Shearer et John Gilbert

- Clyde Cook, Brandon Hurst, George Davis : Des clowns

Et, parmi les acteurs non crédités :
- Edward Arnold : (rôle indéterminé)
- Béla Lugosi : Un clown